# Trique de Copala
Le trique de Copala (ou triqui) est une langue trique parlée dans  l’État d'Oaxaca, au Mexique.

## Classification
Le trique de San Juan Copala est une langue amérindienne. Les parlers triques font partie des langues mixtèques, qui constituent une des branches de la famille des langues oto-mangues.